# Beech Grove (Marion County, Indiana)
Beech Grove ist eine Stadt (city) in Marion County im US-Bundesstaat Indiana. Das U.S. Census Bureau hat bei der Volkszählung 2020 eine Einwohnerzahl von 14.717 ermittelt.

## Geschichte
Um die Wende zum 20. Jahrhundert war das Gebiet von Beech Grove ein ländlicher Teil von Marion County. Die eigentliche Stadt entstand als „Betriebsstadt“ (Company Town) für ein neues Eisenbahn-Ausbesserungswerk, die Beech Grove Shops, das von der Cleveland, Cincinnati, Chicago and St. Louis Railway errichtet wurde. Durch Übernahmen und Fusionen im Laufe der Jahre wurden die Eisenbahnwerkstätten später von der New York Central, Penn Central und seit 1971 von Amtrak betrieben. Obwohl Beech Grove Ende 1906 eine eigene Gemeinde wurde, erlebte es bis zur Fertigstellung der Eisenbahnanlage im Jahr 1908 kein schnelles Wachstum; im Juli 1907 gab es zum Beispiel nur vier Häuser und zwei Geschäfte. Heute ist Beech Grove eine Vorstadt von Indianapolis.

## Demografie
Nach einer Schätzung von 2019 leben in Beech Grove 14.937 Menschen. Die Bevölkerung teilt sich im selben Jahr auf in 88,6 % Weiße, 8,2 % Afroamerikaner, 1,2 % Asiaten und 1,2 % mit zwei oder mehr Ethnizitäten. Hispanics oder Latinos aller Ethnien machten 4,5 % der Bevölkerung aus. Das mittlere Haushaltseinkommen lag bei 43.802 US-Dollar und die Armutsquote bei 16,2 %.

## Bekannte Persönlichkeiten
- Steve McQueen (1930–1980), Filmschauspieler, geboren in Beech Grove

| Jahr | Einwohner¹ |
| ---- | ---------- |
| 1950 | 5.612      |
| 1960 | 10.973     |
| 1970 | 13.559     |
| 1980 | 13.196     |
| 1990 | 13.383     |
| 2000 | 14.880     |
| 2010 | 14.192     |
| 2020 | 14.717     |

¹ 1950 – 2020: Volkszählungsergebnisse